# Вальдамбак
Вальдамбак (фр. Waldhambach) — коммуна на северо-востоке Франции в регионе Гранд-Эст (бывший Эльзас — Шампань — Арденны — Лотарингия), департамент Нижний Рейн, округ Саверн, кантон Ингвиллер. До марта 2015 года коммуна административно входила в состав упразднённого кантона Дрюлинген (округ Саверн).
Площадь коммуны — 12,59 км², население — 668 человек (2006) с тенденцией к снижению: 614 человек (2013), плотность населения — 48,8 чел/км².

## Население
Население коммуны в 2011 году составляло 635 человек, в 2012 году — 624 человека, а в 2013-м — 614 человек.
| 1962 | 1968 | 1975 | 1982 | 1990 | 1999 | 2006 | 2008 | 2011 | 2012 | 2013 |
| ---- | ---- | ---- | ---- | ---- | ---- | ---- | ---- | ---- | ---- | ---- |
| 789  | 756  | 761  | 694  | 626  | 682  | 668  | 661  | 635  | 624  | 614  |

Динамика населения:

## Экономика
В 2010 году из 397 человек трудоспособного возраста (от 15 до 64 лет) 303 были экономически активными, 94 — неактивными (показатель активности 76,3 %, в 1999 году — 68,1 %). Из 303 активных трудоспособных жителей работали 282 человека (168 мужчин и 114 женщин), 21 числились безработными (8 мужчин и 13 женщин). Среди 94 трудоспособных неактивных граждан 20 были учениками либо студентами, 39 — пенсионерами, а ещё 35 — были неактивны в силу других причин.